# 賴布爾
賴布爾（/ˈraɪpʊər/ pronunciationⓘ）是印度的城市，由恰蒂斯加爾邦負責管轄，位於該國東部，面積226平方公里，海拔高度298米，受熱帶乾濕季氣候影響，每年平均降雨量1,330毫米，2011年人口1,010,087。

## 外部連結
- Raipur District Administration
- DPR Raipur District